# Hilding Glimstedt
Nils Hilding Glimstedt, född den 15 mars 1886 i Långelanda församling, Göteborgs och Bohus län, död den 19 december 1963 i Kalmar, var en svensk ämbetsman.
Glimstedt avlade studentexamen i Uppsala 1907 och kansliexamen där 1910. Han blev extra ordinarie tjänsteman vid länsstyrelsen i Västerbottens län 1911, i Norrbottens län 1912, landskontorist där 1916, extra länsbokhållare 1917 och länsassessor 1919. Glimstedt var landskamrerare i Kalmar län 1936–1951. Han blev riddare av Vasaorden 1929 och av Nordstjärneorden 1941 samt kommendör av andra klassen av sistnämnda orden 1948. Glimstedt vilar på Norra kyrkogården i Kalmar.